# 김칠두 (모델)
김칠두(1955년 11월 12일 ~ )는 대한민국의 시니어 모델이다. 2018년 F/W 헤라서울패션위크 KIMMY.J 모델로 데뷔했다.

## 방송
- 미스터트롯3 (2024) - Top101

## 수상
- 2020 대한민국 퍼스트브랜드 대상 시니어부문 (2019)

## CF
- KT 5G - 당신의 초능력 (2019)

## 도서
- 아이캔두! 김칠두!(시니어 모델 김칠두의 마이웨이 스토리) (2020)